# Pascal Miézan
Pascal Miézan (Gagnoa, Costa de Marfil; 3 de abril de 1959 – Abiyán, Costa de Marfil; 31 de julio de 2006) fue un futbolista de Costa de Marfil que jugó en la posición de centrocampista.

## Carrera

### Club
| Periodo   | Club                   |
| --------- | ---------------------- |
| 1975-1985 | Africa Sports National |
| 1985-1986 | Lierse SK              |
| 1986-1993 | Africa Sports National |

### Selección nacional
Jugó para Costa de Marfil en 32 ocasiones de 1977 a 1989 y anotó tres goles; participó en cinco ediciones de la Copa Africana de Naciones, y con la selección sub-20 participó en la Copa Mundial de Fútbol Juvenil de 1977.

## Logros

### Club
- Primera División de Costa de Marfil (8): 1977, 1978, 1982, 1983, 1986, 1987, 1988, 1989
- Copa de Costa de Marfil (8): 1977, 1978, 1979, 1981, 1982, 1986, 1989, 1993
- Coupe Houphouët-Boigny (10): 1977, 1979 ,1981, 1982, 1986, 1987, 1988, 1989, 1991, 1993
- Recopa Africana (1): 1992
- Supercopa de la CAF (1): 1992
- Campeonato de Clubes de la WAFU (2): 1986, 1991

### Individual
- Lista de los mejores 200 futbolistas africanos de la historia en 2006.[3]